# Rio Mbam

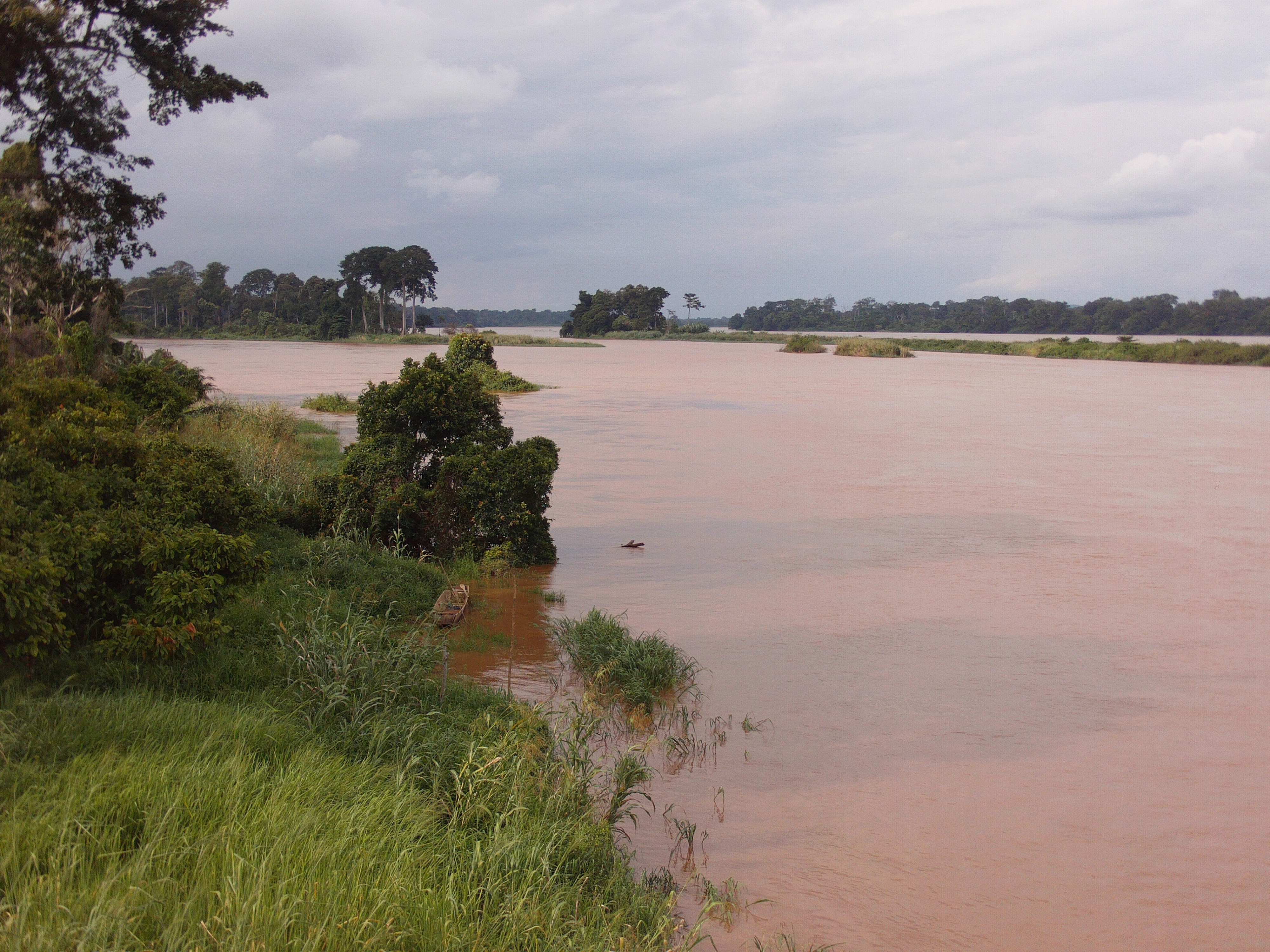
Foz do rio Mbam (esq.) no rio Sanaga perto de Ebebda

O rio Mbam é um rio dos Camarões, afluente do rio Sanaga.
Nasce no planalto de Adamawa e recebe como afluentes os rios Kim e Ndjim pela margem esquerda e depois o rio Noun pela margem direita antes de desaguar no rio Sanaga.